# بلیکس لندینگ (کالیفرنیا)
بلیکس لندینگ (به انگلیسی: Blakes Landing) یک منطقهٔ مسکونی در ایالات متحده آمریکا است که در شهرستان مارین، کالیفرنیا واقع شده‌است. بلیکس لندینگ ۰٫۰ متر بالاتر از سطح دریا واقع شده‌است.